# Kabassu północny
Kabassu północny (Cabassous centralis) – gatunek ssaka z rodziny Chlamyphoridae. Żyje w Ameryce Środkowej i Południowej. Owadożerny, sprawnie kopie w ziemi. Ze względu na skryty tryb życia jest słabo znany.

## Genetyka
Kariotyp obejmuje 62 chromosomy. Liczba fundamentalna wynosi 74. Chromosom X jest submetacentryczny, chromosom Y zaś metacentryczny.

## Budowa

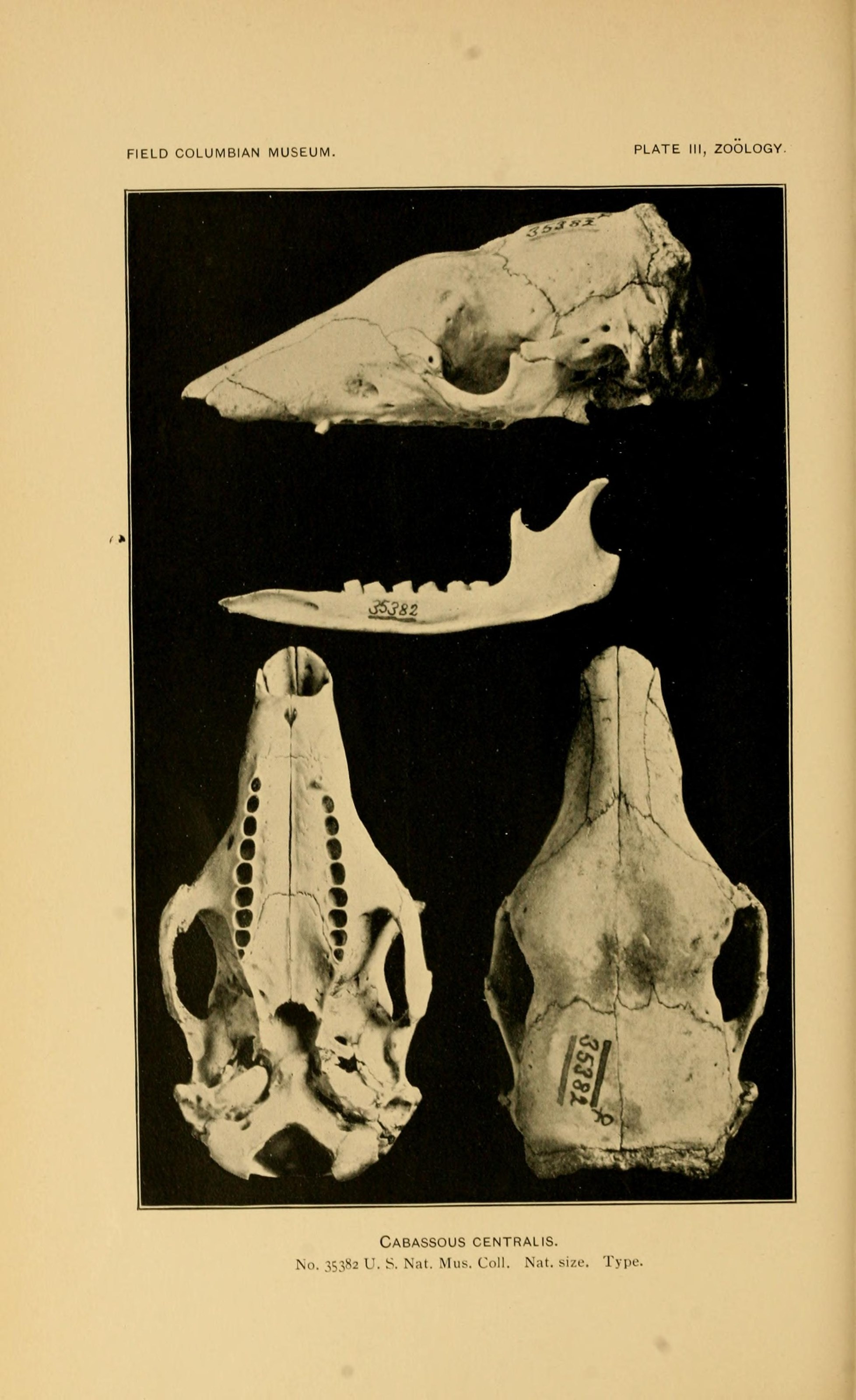
Czaszka, 1904

Jest to niewielki pancernikowiec. Superina i Abba podają następujące wymiary zwierzęcia: długość głowy i tułowia wynosi między 30 a 38 cm, mniej niż w przypadku kabassu jednopaskowego (35–44 cm) i większego (36–49 cm), nieco więcej zaś niż u kabassu argentyńskiego (30–35 cm). Ogon mierzy od 13 do 18 cm. Ucho osiąga długość od 3,1 do 3,7 cm, tylna stopa 6 a 7,4 cm. Masa ciała zwierzęcia zawiera się w przedziale od 2 do 3,5 kg, więc jest większa niż u kabassu argentyńskiego, ale mniejsza niż u kabassu wielkiego czy jednopaskowego. Hayssen i inni podają wymiary sześciu okazów z National Museum of Natural History następująco: długość głowy i tułowia 33,5-40 cm, długość ogona 13,4-18,3 cm, ucho 3,1-3,7 cm, tylna stopa 6-7,9 cm, podczas gdy pomiary w miejscu życia zwierzęcia są następujące: głowa i tułów 30,5-41,7 cm, ogon 10,6-18,3 cm, ucho 2,7-6,2 cm, tylna stopa 6-7,6 cm, masa ciała 2-3,5 kg.
Superina i Abba zwracają uwagę na nagie policzki poniżej oczu. Oczy opisują jako małe. Dość długie uszy porównują ze względu na kształt do lejka, tylna część małżowiny usznej nie jest również pokryta włosami. Hayssen i inni podają szczegółowe wymiary czaszki. Długość czaszki wynosi 7,209-8,33 cm, jej wysokość 3,01-3,4 cm, szerokość na wysokości łuków jarzmowych 3,92-4,5 cm, odległość kłykciowo-podstawna 7,23-8,31 cm, długość pyska 3,36-3,9 cm, długość podniebienia 4,19-4,81 cm, jego szerokość 1,02-1,23 cm, długość szczękowego łuku zębowego 2,66-3 cm, odległość od końca kości przedszczękowej do czubka ostatniego trzonowca 4,5-5,12 cm, długość zarostralna 3,75-4,45 cm, szerokość międzyoczodołowa 2,36-2,56 cm, szerokość międzyłzowa 3,09-3,64 cm, szerokość międzyjarzmowa 3,74-4,37 cm, szerokość mastoidalna 3,36-4,1 cm. Długość żuchwy wynosi 5,5-6,34 cm, szerokość od kąta do wyrostka dziobiastego 1,6-1,97 cm. Pysk opisuje się jako krótki i szeroki, z długim językiem, który ssak potrafi wysuwać na zewnątrz, uszy umiarkowanie długie. Młoteczek ma sferyczną główkę.
Ciało pancernikowców pokrywa pancerz. Tworzą go duże kostne płyty, czyli osteodermy (scutes) oraz mniejsze łuski (scales). Powstają one przez wapnienie szczytowej warstwy skóry właściwej. Pancerz grzbietowy podzielić można na 3 części: tarczę łopatkową (scapular shield), tarczę miedniczną (pelvic shield) i kilka ruchomych pierścieni pomiędzy nimi. Kabassu północny cechuje się znacznie szerszymi niż długimi łuskami pierwszych dwóch rzędów tarczy łopatkowej. Pierwszy rząd liczy średnio 18,1 osteodermów, ostatni 27,2. Wspomnianych luźniejszych pierścieni od 10 albo 11 do 13, średnio 12,1. Trzeci z nich ma 28,3, czwarty 28,6 osteodermów. Pierwszy rząd tarczy miednicznej ma ich 25,9, ostatni 8,3. Na brzuchu jakiś 20 poprzecznych owłosionych rzędów.
Ciało kończy smukły ogon, pokryty cienkimi, rzadko rozmieszczonymi płytami barwy szaroróżowej.
Zwierzę chodzi na koniuszkach pazurów kończyn przednich. Kość ramienna osiąga 5,42 cm, kość łokciowa 5,76 cm, jej wyrostek łokciowy ma 2,74 cm. Przednia kończyna ma 5 palców, środkowy dysponuje dużym i zakrzywionym pazurem. Funkcjonalna długość kości udowej 6,15 cm. Stopy tylnych łap kieruje do wewnątrz.
Zapach kabassu północny ma ostry i piżmowy.

## Fizjologia
Zwierzę zużywa 0,213 ml tlenu na gram i godzinę. Minimalne przewodnictwo wynosi 0,213 ml tlenu na gram i godzinę.

## Systematyka
Kabassu północny został opisany jako Tatoua (Ziphila) centralis przez G.S. Millera w 1899, jako miejsce typowe autor podał „Chamelicon”, Cortés, Honduras.
W przeszłości kabassu północny zaliczany był do rodziny pancernikowatych Dasypodidae. W jej obrębie zaliczano do podrodziny Tolypeutinae i plemienia Priodontini. Było to w czasach, kiedy wszystkie współczesne pancernikowce umieszczano w pojedynczej rodzinie pancernikowatych. Jednakże kolejne badania wskazały istotne różnice pomiędzy pancernikami z rodzaju pancernik (Dasypus), a pozostałymi pancernikowcami. W efekcie wydzielono je do osobnej rodziny nazwanej Chlamyphoridae. W obrębie tej rodziny wyróżniono trzy podrodziny: Euphractinae, Chlamyphoridae i Tolypeutiane, czyli bolity. Te ostatnie podzielono dodatkowo na dwa plemiona. Plemię Tolypeutini obejmuje dwie gatunki bolity, podczas gdy plemię Priodontini 2 rodzaje i 5 gatunków. Prócz zębolity olbrzymiej zaliczają się tutaj kabassu. Prócz kabassu północnego do tego rodzaju zaliczają się kabassu jednopaskowy, kabassu wielki i kabassu argentyński.
Obecna nazwa rodzajowa Cabassous wywodzi się z miejscowego języka galibi, używanego w Gujanie Francuskiej. Pochodzi od słowa capocou oznaczającego pancernika.
Podgatunków się nie wyróżnia. Z drugiej strony szeroki zasięg występowania kabassu północnego skłania do przypuszczeń, że w rzeczywistości może chodzić o kilka odrębnych gatunków.

## Tryb życia

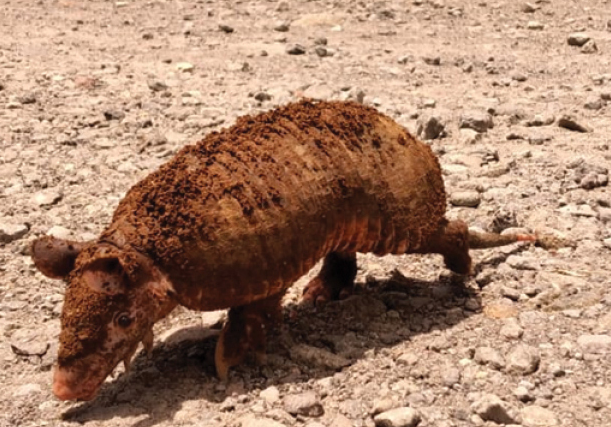
Kabassu północny w Kostaryce

Wszystkie kabassu wiodą nocny tryb życia, są skryte i niełatwo je zaobserwować. Jednak, jak zauważają Wilson, Superina i Abba, kabassu północny jest szczególnie nieuchwytny, na dowód czego przypominają, że IUCN cały czas klasyfikuje go jako gatunek, w przypadku którego brakuje danych. Sprawnie kopie nory, obracając swym ciałem. Należy do najbardziej podziemnych pancernikowców. Większość czasu spędza w wydrążonych przez siebie tunelach. Żyje samotnie. Potrafi pływać. Wedle Superiny i Abby niekiedy, wystraszony, wydaje z siebie dźwięki przywodzące na myśl chrząknięcia świni bądź niski bulgot. Wedle Hayssena i innych unieruchomiony warczy lub piszczy. Może też oddawać mocz w istotnych ilościach i stolec, kręcąc ogonem, jak to opisywali Emmons i Feer w 1990. Inni autorzy podawali niskie bzyczenie.
Rozród kabassu północnego nie został dobrze poznany. Po kopulacji samica zachodzi w ciążę, po której rodzi pojedynczego noworodka. Bezwłosy noworodek dopiero później otworzy oczy czy uszy. Czubek nosa i żuchwa są miękkie, pomarszczone i lekko skrzywione. Widać już wzór osteodermów pancerza, ale skórę noworodka autorzy opisują jako różową, lśniącą, miękką i ciepłą.
Długość życia pewnego osobnika w niewoli wyniosła 5 lat i 9 miesięcy.

## Rozmieszczenie geograficzne
Kabassu północny należy do sięgających najdalej na północ gatunków pancernikowców. Jego północna granica zasięgu przebiega bowiem w Meksyku, dokładniej w południowym krańcu tego kraju, w stanie Chiapas, biegnąc przez las Lacandon. Zasięg gatunku obejmuje dalej Amerykę Centralną (Honduras, Nikaragua, Gwatemala, Belize, Salwador, Kostaryka, Panama) i północno-zachodni fragment Ameryki Południowej, sięgając zachodnich Andów. Zajmuje takie kraje jak Kolumbia (zachód), Wenezuela (północny zachód), Ekwador (północny zachód). Zwierzę zasiedla tereny położone na wysokości od poziomu morza aż do 3000 m. Starsze źródła podają od 2000 do 3018 m, jednak w innym miejscu przeczą temu, pisząc o nadmorskich nizinach Ekwadoru i występowaniu poniżej 500 m.

## Ekologia
Siedliskiem kabassu północnego są lasy, zarówno suche, jak i umiarkowane, wiecznie zielone, okresowo tracące liście i częściowo tracące liście, także mieszane i wtórne, choć lepiej radzi sobie w lasach pierwotnych, oraz wilgotne lasy górskie, kępy drzew na skraju sawanny, subparamo w środkowych Andach, suche sawanny i tereny trawiaste. Radzi sobie na terenach rolniczych.
Jest to gatunek owadożerny, konsumujący głównie owady społeczne, jak mrówkowate i termity.
Wśród pasożytów wymienia się grzyba Paracoccidioides brasiliensis znalezionego w śledzionie kabassu północnego.

## Zagrożenia i ochrona
Na obszarze swego występowania kabassu północny występuje rzadko, zasięg raczej nie jest ciągły. Trend populacyjny nie jest znany. Nie wiadomo, jak na kabassu północnego wpływa niszczenie jego siedlisk czy też inne zagrożenia, aczkolwiek w przypadku niektórych populacji andyjskich destrukcja habitatu odgrywać musi poważny skutek. W Kolumbii zasięg tropikalnego lasu, gdzie żyje, zredukowano do 1,5% pierwotnego zasięgu. W tym kraju jedno z głównych zagrożeń dla gatunku stanowią samochody – kabassu północny to 2% nieludzkich ofiar wypadków drogowych. W efekcie IUCN klasyfikuje go jako gatunek niedostatecznie rozpoznany (DD). Klasyfikację taką powtarzano w 1996, 2006, 2008, 2010 i w końcu w 2014. Biorąc pod uwagę nasilenie niszczenia jego środowiska, IUCN rozważa jednak zmianę statusu i zaliczenie go do gatunków narażonych na wyginięcie. Gatunek obejmuje załącznik III CITES.

## W kulturze
W Meksyku panuje opinia, jakoby kabassu północny był zwierzęciem jadowitym. Wobec tego Meksykanie zabijają go, kiedy tylko go spotkają. Poza ograniczonymi regionami raczej nie poluje się na niego dla mięsa, także z uwagi na nieprzyjemny, ostry zapach.